# Koninklijk
«Королевский» (нидерл. Koninklijk(e), МФА: [ˈkoːnɪŋklək(ə)]; англ. Royal) — почётное звание, присуждённое определённым компаниям и некоммерческим организациям в Бельгии и Нидерландах, королём или королевой в соответствующей стране. Это название было введено Людовиком Бонапартом в 1807 г., бывшем в то время Королём Голландии, который наградил им культурные ассоциации. Компании, получившие звание «Koninklijk», могут использовать его английский эквивалент «Royal» в английском варианте названия.

## Нидерланды
Его Королевское Величество Виллем-Александр имеет право удостоить звания «Королевский» компанию или организацию.
Чтобы быть выдвинутой на звание «Королевский», компания или организация должна удовлетворить следующим условиям:
- она должно быль лидером в своей области;
- она должна иметь национальную важность;
- она должно существовать по крайней мере в течение 100 лет (в принципе).

Как правило, король присуждает звание «Королевский» только одной компании в отрасли. Исключение: медицинские и финансовые корпорации, как и организации с политическими или религиозными целями.

## Бельгия
Король Бельгии может удостоить звания «Королевский» компанию или ассоциацию, которая существует в Бельгии по крайней мере в течение пятидесяти лет, хотя редкие исключения были сделаны в случае большой важности для общества.

## Например
- KLM — нидерландская авиакомпания
- KPN — нидерландский телекоммуникационный оператор
- Koninklijke Ahold N.V. — нидерландский оператор супермаркетов
- Koninklijke Philips Electronics N.V.
- Koninklijke Brill — крупное научное издательство